# Jörgen Zaki
Jörgen Zaki, född 4 februari 1972, är en svensk före detta friidrottare (medeldistanslöpare). Han tävlade för Malmö AI.
Zaki utsågs år 2002 till Stor Grabb nummer 463.

## Personliga rekord
| Utomhus - 800 meter: 1:47,56 (Malmö 22 augusti 1994) - 800 meter: 1:49,34 (Stockholm 12 juli 1994) - 1 000 meter: 2:18,95 (Stockholm 30 juli 1999) - 1 500 meter: 3:38,35 (Stockholm 8 juli 1996) - 1 engelsk mil: 4:05,56 (Bratislava, Slovakien 9 juni 1998) | Inomhus - 800 meter: 1:51,67 (Eskilstuna 15 februari 1998) - 1 000 meter: 2:20,99 (Stockholm 25 februari 1996) - 1 500 meter: 3:39,92 (Karlsruhe, Tyskland 11 februari 1996) |

### Fotnoter
1. ↑  Wiger 2006, s. 49.
2. 1 2 3 4 5 6  Wiger 2006, s. 53.
3. ↑  Wiger 2006, s. 160.
4. 1 2 3 4 5 6 7 8  Wiger 2006, s. 164.
5. ↑  Wiger 2006, s. 170.
6. 1 2 3  Wiger 2006, s. 171.
7. ↑  ”Stora inne-SM 2002, resultat” (htm). Arkiverad från originalet den 13 december 2002. https://web.archive.org/web/20021213092936/http://m1.406.telia.com/~u40606160/ResultatISM.htm. Läst 14 april 2015.
8. ↑  ”Stora inne-SM 2003, resultat” (html). friidrott.stockholm.se. http://www.friidrott.stockholm.se/ism/resultat/p_resultat.html. Läst 14 april 2015.
9. 1 2 3 4 5 6 7 8  ”Personsida på AllAthletics”. all-athletics.com. Arkiverad från originalet den 3 december 2016. https://web.archive.org/web/20161203060715/http://www.all-athletics.com/node/74637. Läst 2 december 2016.
10. ↑  ”friidrott.se:s Stora Grabbar-sida”. friidrott.se. Arkiverad från originalet den 31 mars 2016. https://web.archive.org/web/20160331202525/http://www.friidrott.se/historik/storagrabbar.aspx. Läst 6 juni 2016.
11. ↑  ”Stora grabbars märke”. storagrabbar.se. http://www.storagrabbar.se/grabbar_10.html. Läst 6 juni 2016.
12. 1 2 3 4 5  ”Personsida på IAAF:s webbplats”. iaaf.org]. https://www.iaaf.org/athletes/sweden/jorgen-zaki-14196. Läst 2 december 2016.